# Unterseeboot 904
L'Unterseeboot 904 ou U-904 est un sous-marin allemand (U-Boot) de type VIIC utilisé par la Kriegsmarine pendant la Seconde Guerre mondiale.
Le sous-marin fut commandé le 16 juillet 1942 à Lübeck (Flender Werke), sa quille fut posée le 10 septembre 1942, il fut lancé le 7 août 1943 et mis en service le 25 septembre 1943, sous le commandement du Leutnant zur See Detlev Fritz.
L'U-904 n'effectua aucune patrouille, par conséquent il n'endommagea ou ne coula aucun navire.
Il est sabordé à Eckernförde en mai 1945.

## Conception
Unterseeboot type VII, l'U-904 avait un déplacement de 769 tonnes en surface et 871 tonnes en plongée. Il avait une longueur totale de 67,10 m, un maître-bau de 6,20 m, une hauteur de 9,60 m et un tirant d'eau de 4,74 m. Le sous-marin était propulsé par deux hélices de 1,23 m, deux moteurs diesel Germaniawerft M6V 40/46 de 6 cylindres en ligne de 1 400 cv à 470 tr/min, produisant un total de 2 060 à 2 350 kW en surface et de deux moteurs électriques Brown, Boveri & Cie GG UB 720/8 de 375 cv à 295 tr/min, produisant un total 550 kW, en plongée. Le sous-marin avait une vitesse en surface de 17,7 nœuds (32,8 km/h) et une vitesse de 7,6 nœuds (14,1 km/h) en plongée. Immergé, il avait un rayon d'action de 80 milles marins (150 km) à 4 nœuds (7,4 km/h; 4,6 milles par heure) et pouvait atteindre une profondeur de 230 m. En surface son rayon d'action était de 8 500 milles nautiques (soit 15 700 km) à 10 nœuds (19 km/h).
 L'U-904 était équipé de cinq tubes lance-torpilles de 53,3 cm (quatre montés à l'avant et un à l'arrière) et embarquait quatorze torpilles. Il était équipé d'un canon de 8,8 cm SK C/35 (220 coups) et d'un canon antiaérien de 20 mm Flak. Il pouvait transporter 26 mines TMA ou 39 mines TMB. Son équipage comprenait 4 officiers et 40 à 56 sous-mariniers.

## Historique
Il reçut sa formation de base au sein de la 23. Unterseebootsflottille et de la 5. Unterseebootsflottille jusqu'au 4 mai 1945.
Étant toujours à l'instruction à la fin de la guerre, il ne prend part à aucune patrouille de combat.
L'U-904 est sabordé dans la base sous-marine de Eckernförde à la position géographique 54° 28′ N, 9° 51′ O, par son équipage le 4 mai 1945 répondant à l’ordre donné par l’Amiral Dönitz (Opération Regenbogen).

## Affectations
- 23. Unterseebootsflottille du 25 septembre 1943 au 28 février 1945 (Période de formation).
- 5. Unterseebootsflottille du 1er mars 1945 au 4 mai 1945 (Période de formation).

## Commandement
- Oberleutnant zur See Detlev Fritz du 25 septembre 1943 au 30 novembre 1943.
- Oberleutnant zur See Dieter Erdmann du 1er décembre 1943 au 15 juin 1944.
- Oberleutnant zur See Günter Stührmann du 16 juin 1944 au 4 mai 1945.